# Gorxheimertal
Gorxheimertal település Németországban, Hessen tartományban. Lakosainak száma 4181 fő (2023. december 31.).

## Népesség
A település népességének változása:
| Lakosok száma | 3985 | 4160 | 4080 | 4087 | 4155 | 4156 | 4181 |
|               | 2010 | 2015 | 2017 | 2019 | 2021 | 2022 | 2023 |